# White Stone (Virginia)
White Stone es un pueblo situado en el condado de Lancaster, Virginia  (Estados Unidos). Según el censo de 2010 tenía una población de 352 habitantes.

## Demografía
Según el censo del 2000, White Stone tenía 358 habitantes, 163 viviendas, y 101 familias. La densidad de población era de 139,6 habitantes por km².
De las 163 viviendas en un 27%  vivían niños de menos de 18 años, en un 52,1%  vivían parejas casadas, en un 8% mujeres solteras, y en un 38% no eran unidades familiares. En el 32,5% de las viviendas  vivían personas solas el 22,1% de las cuales correspondía a personas de 65 años o más que vivían solas. El número medio de personas viviendo en cada vivienda era de 2,2 y el número medio de personas que vivían en cada familia era de 2,73.
Por edades la población se repartía de la siguiente manera: un 19,8% tenía menos de 18 años, un 7% entre 18 y 24, un 25,4% entre 25 y 44, un 26% de 45 a 60 y un 21,8% 65 años o más.
La edad media era de 42 años.  Por cada 100 mujeres de 18 o más años  había 82,8 hombres.
La renta media por vivienda era de 28.125$ y la renta media por familia de 31.875$. Los hombres tenían una renta media de 31.500$ mientras que las mujeres 22.000$. La renta per cápita de la población era de 17.835$. En torno al 6,7% de las familias y el 13,9% de la población estaban por debajo del umbral de pobreza.

## Localidades adyacentes
El siguiente diagrama muestra a las localidades más próximas a White Stone.